# Jeg elsker dig, skat
Jeg elsker dig, skat er en dansk kortfilm fra 2006 med instruktion og manuskript af Jesper Maintz Andersen.

## Handling
Denne artikel mangler et handlingsreferat. Hjælp os med at skrive det.